# Monte San Vito
Monte San Vito település Olaszországban, Marche régióban, Ancona megyében. Lakosainak száma 6704 fő (2023. január 1.). Monte San Vito Chiaravalle, Jesi, Montemarciano, Morro d'Alba, Senigallia, San Marcello és Monsano községekkel határos.

## Népesség
A település lakossága az elmúlt években az alábbi módon változott:
| Lakosok száma | 6807 | 6787 | 6704 |
|               | 2017 | 2018 | 2023 |